# Aigars Šķēle
Aigars Šķēle (Riga, 4 dicembre 1992) è un cestista lettone.
È il fratello di Armands, a sua volta cestista.

## Carriera
Con la Lettonia ha disputato i Campionati europei del 2017.

## Palmarès
- Campionato lettone: 3

Valmiera: 2015-16
Ventspils: 2017-18
VEF Riga: 2020-21
- Supercoppa polacca: 1

Stal Ostrów Wiel: 2022